# Nekrolog 1340
Nekrolog
◄◄
| ◄
| 1336
| 1337
| 1338
| 1339
| 1340 | 1341 | 1342 | 1343 | 1344 | ► | ►►
Weitere Ereignisse | Allgemeiner Nekrolog 1340
Die Beschreibung der verstorbenen Person sollte so kurz wie möglich gehalten sein und nur deren signifikante Tätigkeit(en) enthalten.
Neue Namen ggf. auch unter dem Geburts- und Sterbedatum, also etwa unter 1. Januar und im Geburts- und Sterbejahr (2024) eintragen (nur bei entsprechender großer Wichtigkeit). Für Beispiele siehe die schon vorhandenen Artikel.
Außerdem über die fünf zuletzt Verstorbenen, zu denen es einen ausreichend guten Artikel für eine Präsentation auf der Hauptseite gibt, nach der todesbedingten Überarbeitung der Artikel ggf. auch unter Wikipedia Diskussion:Hauptseite informieren und sie am besten auch in den anderen Wikipedia-Sprachversionen eintragen. Tipp: Regelmäßig bei news.google.de nach „ist tot“, „gestorben“ oder „verstorben“ suchen.
Wenn eine Person gestorben ist, gibt es viele Seiten zu dieser Person in der Wikipedia, die davon auch betroffen sind und entsprechend aktualisiert werden müssen. Beispiele: Namenübersichtsseite, Geburtsjahr, Geburtsort-Seiten und viele mehr.
Wie finde ich die betroffenen Seiten?
Im Suchfeld auf der linken Seite gibt man den Suchbegriff so ein: „Vorname Nachname“. Dann klickt man auf Volltext und alle Seiten mit entsprechendem Suchtext werden aufgerufen. Hier sieht man dann schnell, wo auch das Todesjahr Sinn macht oder sogar ein Teil des Artikels angepasst werden muss. Auch hilft das „Werkzeug“ auf der linken Seite sehr gut, um solche Seiten aufzufinden: „Links auf diese Seite“. Somit ist die Wikipedia wieder aktuell in allen Bereichen! Hinweis: bei Eintragung der Kategorie „Gestorben JAHR“ wird der Missbrauchsfilter 49 ausgelöst, was jedoch nicht schlimm ist. Siehe: Spezial:Missbrauchsfilter/49
Dies ist eine Liste von im Jahr 1340 verstorbenen bekannten Persönlichkeiten. Die Einträge erfolgen innerhalb der einzelnen Daten alphabetisch sortiert. Tiere sind im Nekrolog für Tiere zu finden.

## März
| Tag      | Name       | Beruf, bekannt als                    | Alter | Beleg |
| -------- | ---------- | ------------------------------------- | ----- | ----- |
| 11. März | Johann II. | Graf der vorderen Grafschaft Sponheim |       |       |

## April
| Tag       | Name                   | Beruf, bekannt als                          | Alter | Beleg |
| --------- | ---------------------- | ------------------------------------------- | ----- | ----- |
| 1. April  | Gerhard III.           | dänischer Politiker                         |       |       |
| 5. April  | William Melton         | englischer Geistlicher                      |       |       |
| 7. April  | Bolesław Georg II.     | Herzog von Halitsch                         |       |       |
| 7. April  | Konrad von Klingenberg | deutscher Bischof                           |       |       |
| 13. April | Berthold VII.          | Graf von Henneberg-Schleußingen (1284–1340) |       |       |
| April     | Basileios Komnenos     | Kaiser von Trapezunt                        |       |       |

## Mai
| Tag     | Name                                 | Beruf, bekannt als  | Alter | Beleg |
| ------- | ------------------------------------ | ------------------- | ----- | ----- |
| 10. Mai | Henry de Beaumont, 1. Baron Beaumont | englischer Adeliger |       |       |

## Juni
| Tag      | Name                   | Beruf, bekannt als                      | Alter | Beleg |
| -------- | ---------------------- | --------------------------------------- | ----- | ----- |
| 19. Juni | Bonagratia von Bergamo | franziskanischer Laienbruder und Jurist |       |       |
| 24. Juni | Nicolas Béhuchet       | französischer Schatzmeister und Admiral |       |       |

## August
| Tag        | Name                    | Beruf, bekannt als                              | Alter | Beleg |
| ---------- | ----------------------- | ----------------------------------------------- | ----- | ----- |
| 10. August | Elisabeth von Matzingen | Fürstäbtissin des Fraumünsterklosters in Zürich |       |       |
| 18. August | Matteo Orsini           | Kardinal                                        |       |       |

## Oktober
| Tag         | Name                 | Beruf, bekannt als                           | Alter | Beleg |
| ----------- | -------------------- | -------------------------------------------- | ----- | ----- |
| 11. Oktober | Nikolaus von Ybbs    | Bischof von Regensburg                       |       |       |
| 18. Oktober | Heinrich von Friemar | spätmittelalterlicher Theologe und Philosoph |       |       |

## November
| Tag          | Name   | Beruf, bekannt als          | Alter | Beleg |
| ------------ | ------ | --------------------------- | ----- | ----- |
| 21. November | Arnold | Benediktinerabt in Liesborn |       |       |

## Dezember
| Tag          | Name            | Beruf, bekannt als             | Alter | Beleg |
| ------------ | --------------- | ------------------------------ | ----- | ----- |
| 4. Dezember  | Henry Burghersh | englischer Bischof und Kanzler |       |       |
| 21. Dezember | Johann I.       | Herzog von Niederbayern        | 11    |       |
| Dezember     | Niels Ebbesen   | dänischer Adliger und Mörder   |       |       |

## Datum unbekannt
| Tag | Name                  | Beruf, bekannt als                                             | Alter | Beleg |
| --- | --------------------- | -------------------------------------------------------------- | ----- | ----- |
|     | Bachja ben Ascher     | jüdischer Moralphilosoph                                       |       |       |
|     | Jakob ben Ascher      | halachischer Autor                                             |       |       |
|     | Margaretha von Berg   | Gräfin von Berg und Ravensberg                                 |       |       |
|     | Johann III. von Diest | Bischof von Utrecht                                            |       |       |
|     | Josef Kaspi           | jüdischer Gelehrter                                            |       |       |
|     | Manfred IV.           | Markgraf von Saluzzo                                           |       |       |
|     | Otto VI.              | Graf aus dem Geschlecht Weimar-Orlamünde                       |       |       |
|     | Mahmoud Schabestari   | persischer Mystiker und Dichter                                |       |       |
|     | Simonida              | vierte Ehefrau des Königs von Raszien, Stefan Uroš II. Milutin |       |       |